# Zdzisława
Zdzisławaⓘ, Zdziesława – żeński odpowiednik imienia Zdzisław. Patronką tego imienia w Kościele katolickim jest bł. Zdzisława Czeska, patronka młodych małżeństw i matek.
Zdrobnienia: Zdzisia, Zdziśka, Zdzicha, Dzidka.
Zdzisława imieniny obchodzi 3 stycznia (na pamiątkę św. Zdzisławy Czeskiej), 29 stycznia, 28 listopada, 16 grudnia.
Znane osoby o tym imieniu:
- Zdzisława Bytnarowa
- Zdzisława Donat – śpiewaczka operowa
- Zdzisława Guca
- Zdzisława Janowska
- Zdzisława Kopczyńska
- Zdzisława Sośnicka – piosenkarka
- Zdzisława Wójcik – polska geobotaniczka

Zobacz też: (5275) Zdislava